# S/2004 S 21
S/2004 S 21 — природний супутник Сатурна. Відкритий 7 жовтня 2019 року Скоттом Шеппардом, Девідом Джуїттом та Дженом Кліна зі спостережень, зроблених між 12 грудня 2004 року та 17 січня 2007 року.
Діаметр S/2004 S 21 – близько 3 км, велика піввісь – 23 810 400 км, орбітальний період – 1365,1 земної доби. Обертається навколо Сатурна зі зворотним орбітальним рухом під нахилом 154,6 ° до площини екліптики, ексцентриситет орбіти - 0,312. S/2004 S 21 належить до галльської групи.